# 浙江生产建设兵团
浙江生产建设兵团，是1969年至1975年设于中国浙江省的由军队管理的农垦组织。以下乡知识青年为主，包括现役军人、复转退军人、地方干部、农垦职工等群体组成。采取兵团-师-团-连建制，不常设营级。

## 历史
1970年5月7日，南京军区浙江生产建设兵团成立。兵团机关驻杭州华家池，后移驻萧山。兵团受浙江省革命委员会和浙江省军区双重领导。
1973年5月，中央工作会议决定各地生产建设兵团由大军区领导改为省级政府领导。1975年，随着全军大整顿大裁员，全国所有生产建设兵团都脱离军队系统，改为地方农垦。1975年6月5日，浙江生产建设兵团撤销。

## 组织结构
- 兵团司令员：陆军第20军军长熊应堂兼
- 兵团政委：浙江省军区政委南萍兼
- 第1师：师部驻乔司，下辖：
  - 1团（乔司）
  - 2团（部分并入1团，部分迁至萧山头蓬并入2师）
  - 3团（乔司）
  - 4团（余杭平山南湖农场）
- 第2师：师部驻萧山，下辖：
  - 5团（红垦农场）
  - 6团（红山农场）
  - 7团（钱江农场）
  - 8团（新湾）
- 第3师：师部驻湖州吴兴，下辖：
  - 9团（安吉林场）
  - 10团（长兴县李家巷镇）
  - 11团（嘉兴运河农场）
- 第13团，驻淳安
- 第17团，驻温岭
- 工业第1团，驻闲林埠；
- 工业第2团，驻临平；
- 工业第3团，驻临平